# Эндека, Юлий Элевтерьевич
Юлий Элевтерьевич Эндека — (9 августа 1902 — 14 октября 1949) — советский инженер-конструктор, один из создателей легендарной «Катюши».

## Биография
- 1902 год — 9 августа родился Юлий Элевтерьевич Эндека.
- 1930 год — 25 марта рождается сын, К. Ю. Эндека — специалист в области испытаний наземного оборудования ракетных и ракетно-космических комплексов[1].
- 1932 год — из тюрьмы выпускают Ивана Граве и сотрудников Николая Ивановича Тихомирова (не дожил до признания его работ и умер в 1930 году). Тюрьма не погубила у Граве стремления к созданию ракетного боевого оружия[2]. В помощь Граве были направлены два сотрудника Леонид Шварц и Юлий Эндека.
- 1939 год — Эти три конструктора к концу года полностью завершили работы над двумя системами авиационных Ракетных снарядов (РС) РС-82 (М-82) и РС-132 (М-132). Они были испытаны и переданы в промышленность. Ракетные снаряды подвешивались к истребителям И-15 и И-16, и впервые были опробованы в 1939 году в Монголии, где показали высокую эффективность.

Ю. Э. Эндека — специалист в области разработки пусковых (стартовых) установок реактивных снарядов и первых баллистических ракет дальнего действия. Был Заместителем Главного Конструктора Специального Конструкторского Бюро при заводе «Компрессор» и ГСКБ «СпецМаш», один из создателей Катюши.
- 1949 год — 14 октября не стало Ю. Э. Эндеки, похоронен в Москве на Ваганьковском кладбище.

## Награды
- Кавалер трех орденов СССР.